# Пам'ятник Тарасові Шевченку (Полтава)
Пам'ятник Тарасу Шевченку в Полтаві — пам'ятник великому українському поетові Тарасу Григоровичу Шевченку в місті Полтаві.

## Загальні дані та історія
Полтавський пам'ятник Тарасу Шевченку розташований у Петровському парку (або як його ще називають парк «Сонячний»), навпроти Полтавського краєзнавчого музею, споруджений видатним українським скульптором Іваном Кавалерідзе у стилі конструктивізм.
Відкрито пам'ятник 12 березня 1926 року. З цієї нагоди на місці відкриття відбувся мітинг жителів Полтави, навколишніх сіл та гостей з інших міст. Коли спало покривало, полинула знайома всім мелодія композитора Гордія Гладкого і кількатисячний хор заспівав «Заповіт» Т. Г. Шевченка.

## Опис
Пам'ятник за проектом І. П. Кавалерідзе споруджено із залізобетону.
На формах пам'ятника позначився вплив художніх принципів конструктивізму. Так, п'єдестал подано як асиметричне нагромадження площин і об'ємів, з яких ніби постає фігура поета. Суворий лаконізм, узагальнені форми пам'ятника створюють образ борця за волю українського народу й соціальну справедливість.
Висота фігури Т. Г. Шевченка — 1,8 м, висота постаменту — 3,2 м.

## Джерело
- Полтавщина:Енциклопедичний довідник (за ред. А. В. Кудрицького)., К.: «Українська Енциклопедія», 1992, стор. 983